# Campionato del mediterraneo di scherma 2023
Il Campionato del mediterraneo di scherma del 2023 ("2023 Mediterranean Fencing Championships") è stato organizzato dalla Confederazione europea di scherma e si è svolto a Zagabria in Croazia dall'11 al 12 febbraio.
Nella categoria "cadetti" del fioretto hanno trionfato l'egiziano Abdelrahman Tolba, che ha sconfitto in finale l'iberico San Kim Yuom, e l'italiana Giorgia Ruta, che ha battuto all'ultimo incontro la connazionale Giorgia Melloni.
Nella spada "cadetti" hanno vinto l'iberico Juan Perez Weber, che ha battuto in finale l'italiano Antonio Supino, e l'italiana Irene Vigorito, che ha sconfitto l'iberica Lucia Abajo Salcedo.
Infine, nella competizione di sciabola della categoria "cadetti" hanno vinto il titolo mediterraneo, l'italiano Leonardo Reale, che ha sconfitto il greco Nikolaoas Pergamalis, e l'iberica Henar Valverde Mate, che ha battuto la greca Anna Kalliopi Kourousi.
Nella competizione maschile a squadre la prima squadra della nazionale spagnola ha prevalso nella finale contro la seconda squadra dell'Italia, con la prima squadra della nazionale italiana che si è aggiudicata il bronzo, mentre nella competizione femminile a squadre la prima squadra della nazionale italiana ha vinto contro la prima squadra della Spagna, con la seconda squadra dell'Italia sul gradino più basso del podio.

## Podi

### Cadetti

#### Uomini
| Specialità  | Oro                                                | Argento                                            | Bronzo                                            |
| Individuali |                                                    |                                                    |                                                   |
| Fioretto    | Abdelrahman Tolba                                  | San Kim Yuom                                       | Mattia Gianese Marco Panazzolo                    |
| Spada       | Juan Perez Weber                                   | Antonio Supino                                     | Francesco Delfino Giovanni Sinatra                |
| Sciabola    | Leonardo Reale                                     | Nikolaoas Pergamalis                               | Riccardo Benigni Jorge Casaus Pielago             |
| A squadre   |                                                    |                                                    |                                                   |
| Mista       | Jorge Casaus Pielago San Kim Yuom Juan Perez Weber | Riccardo Benigni Francesco Delfino Marco Panazzolo | Manfredi Di Russo Leonardo Reale Giovanni Sinatra |

#### Donne
| Specialità  | Oro                                         | Argento                                                               | Bronzo                                                    |
| Individuali |                                             |                                                                       |                                                           |
| Fioretto    | Giorgia Ruta                                | Giorgia Melloni                                                       | Beatrice Musco Alessandra Tavola                          |
| Spada       | Irene Vigorito                              | Lucia Abajo Salcedo                                                   | Alejandra Rodriguez Vicente Giorgia Amati                 |
| Sciabola    | Henar Valverde Mate                         | Anna Kalliopi Kourousi                                                | Francesca Romana Lentini Sofia Martinelli                 |
| A squadre   |                                             |                                                                       |                                                           |
| Mista       | Giorgia Amati Sofia Martinelli Giorgia Ruta | Serena Mazin Gonzalez Alejandra Rodriguez Vicente Henar Valverde Mate | Francesca Romana Lentini Alessandra Tavola Irena Vigorito |

## Medagliere
| Pos.   | Nazione | Oro | Argento | Bronzo | Totale |
| ------ | ------- | --- | ------- | ------ | ------ |
| 1      | Italia  | 3   | 2       | 10     | 15     |
| 2      | Spagna  | 2   | 2       | 2      | 6      |
| 3      | Egitto  | 1   | 0       | 0      | 1      |
| 4      | Grecia  | 0   | 2       | 0      | 2      |
| Totale | Totale  | 6   | 6       | 12     | 24     |